# Невеста са ожиљком
Невеста са ожиљком (хинд. केसरिया बालम आवो हमारे देस) индијска је сапуница, снимана од 2009. до 2011.
У Србији је емитована током 2015. на телевизији Пинк.

## Радња
Ово је прича о Рукмини и њеној борби са судбином и тешким животом. Фолклорни сет серије смештен је на пешчане дине Раџастана. Рукмини је најстарија од троје деце, рођена у сиромашној породици Раџпута из Рајода. Живи са оцем Маданом, маћехом Дапу, млађом сестром Расал и Гисуом, млађим братом. Рукмини и Расал издржавају целу породицу. Прва израђује Кришнине идоле и продаје их, а друга пише писма у име других људи. Несрећа из детињства обележила је Рукминино лице ожиљком за цели живот. Друга линија приче прати породицу Банвара Синга, која је позната по својој плавој крви Раџпута. Познати су и по оставштини и угледу које су дуги низ година градили преци. Ове две породице су непријатељи и споре се за земљу коју је Рукминин деда добио на поклон, а сада то Банвар Синг оспорава и успева да узме земљу назад. Међутим, све ће се додатно закомпликовати када наступи неочекивана љубав.

## Улоге
| Глумац          | Улога       |
| --------------- | ----------- |
| Џаја Бинџу      | Рукмини     |
| Акшат Гупта     | Ранвир      |
| Торал Распутра  | Расал       |
| Мукеш Соланки   | Др. Јаш     |
| Махеш Шети      | Дип         |
| Манини Мишра    | Падма       |
| Најан Бат       | Бака        |
| Вандана Лалвани | Мумал       |
| Лалит Париму    | Мег Синг    |
| Ренука Исрани   | Гајатри     |
| Теђ Сапру       | Банвар Синг |